# Melilotus albus

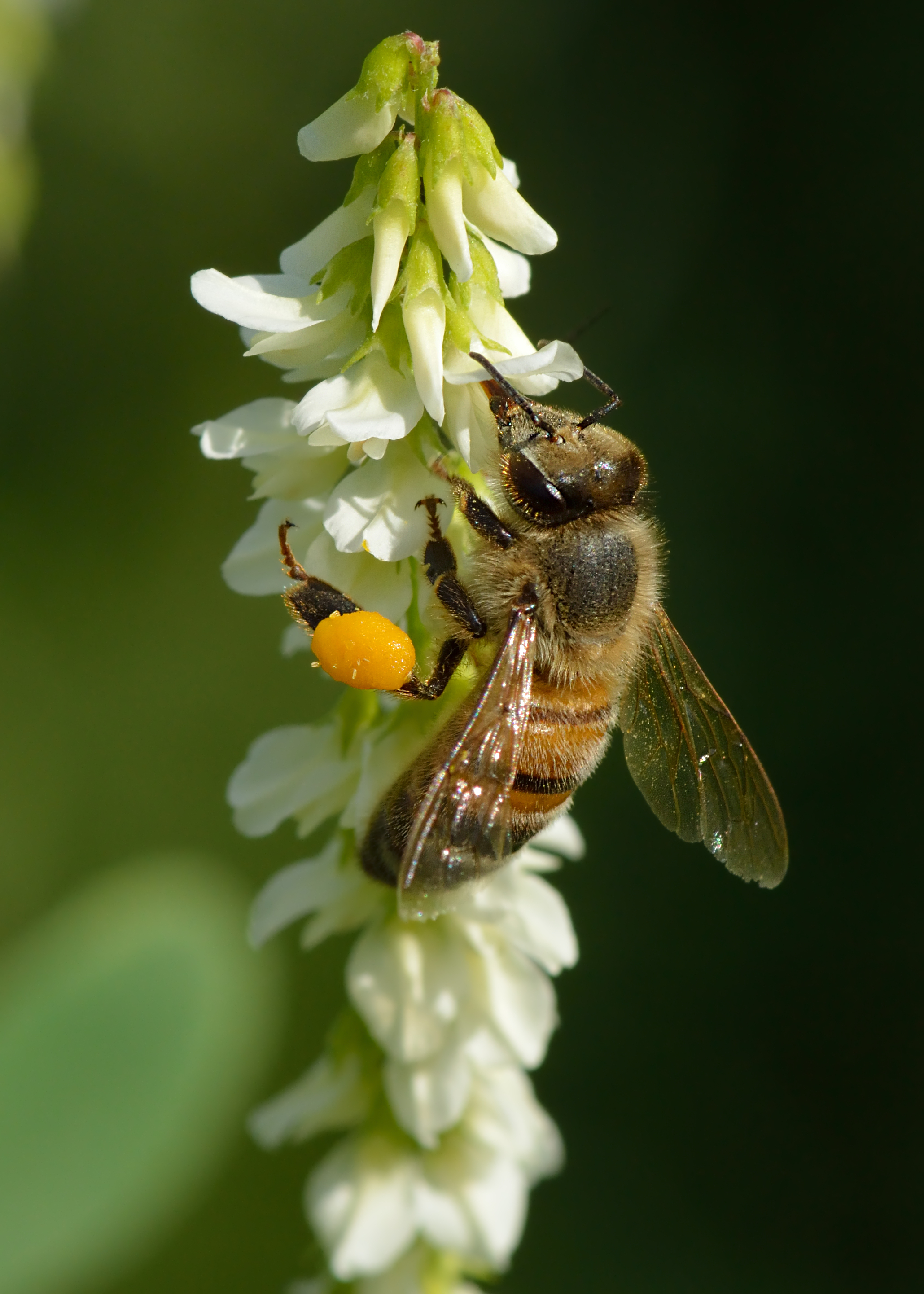

Melilotus albus é uma espécie de planta com flor pertencente à família Fabaceae. 
A autoridade científica da espécie é Medik., tendo sido publicada em Vorlesungen der Churpfälzischen physicalisch-ökonomischen Gesellschaft 2: 382. 1787.
O seu nome comum é meliloto-branco.

## Portugal
Trata-se de uma espécie presente no território português, nomeadamente em Portugal Continental, no Arquipélago dos Açores e no Arquipélago da Madeira.
Em termos de naturalidade é nativa de Portugal Continental e introduzida nos Arquipélago dos Açores e da Madeira.

## Protecção
Não se encontra protegida por legislação portuguesa ou da Comunidade Europeia.